# Angeline Boulley

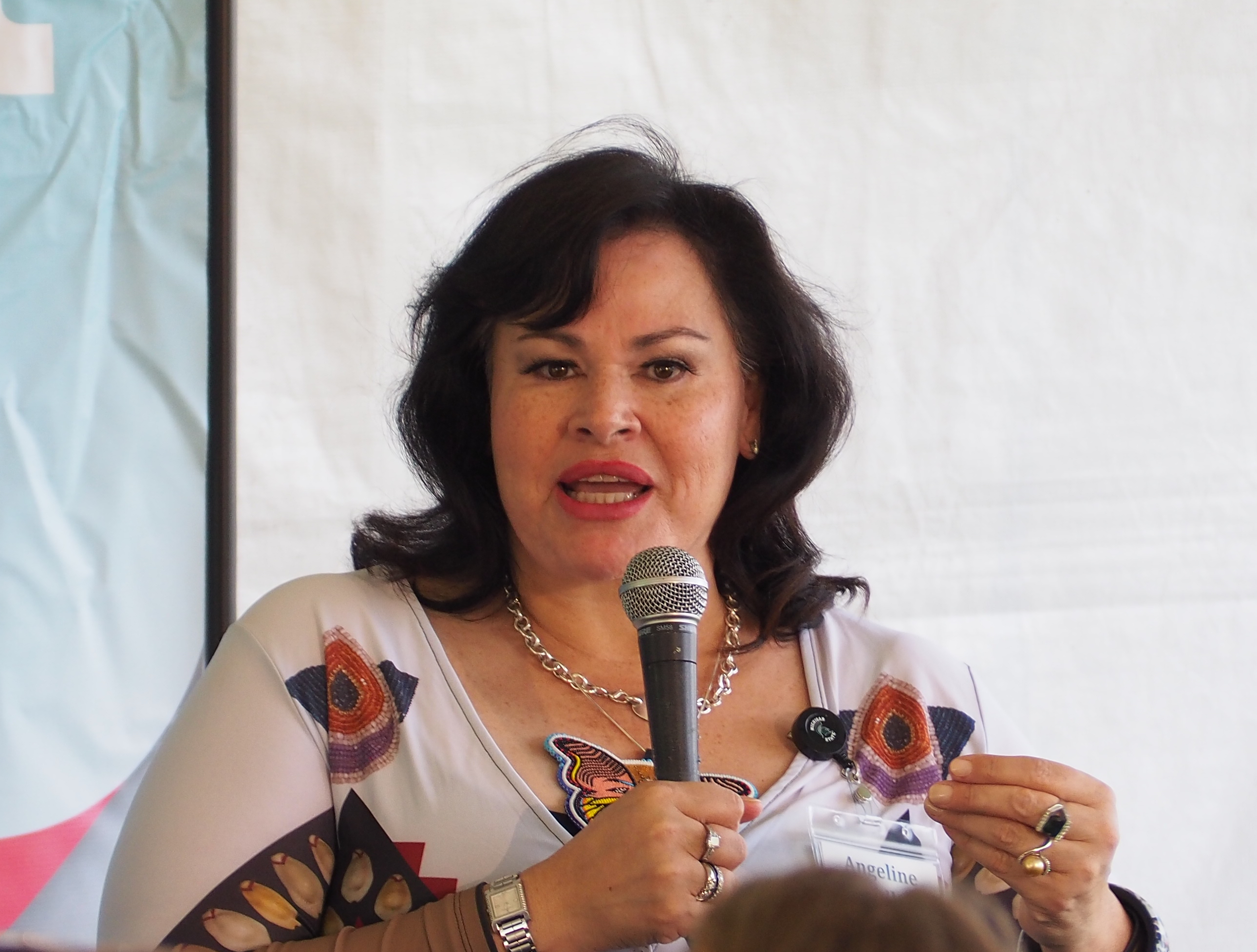
Angeline Boulley (2023)

Angeline Boulley (* 1966 in Sault Ste. Marie, Michigan) ist eine US-amerikanische Schriftstellerin. Sie ist registriertes Mitglied des nordamerikanischen indigenen Chippewa-Stammes aus Sault Ste. Marie. Erst im Alter von 55 Jahren veröffentlichte Boulley ihr literarisches Debüt, den Jugendroman Firekeeper’s Daughter (2021). Das Buch wurde von der Zeitschrift Time in die Liste der 100 besten Jugendbücher aller Zeiten aufgenommen (2021) und neben vielen anderen Preisen mit dem renommierten Michael L. Printz Award (2022) ausgezeichnet. Derzeit wird Firekeeper’s Daughter von Michelle und Barack Obamas Produktionsfirma Higher Ground Productions in Kooperation mit Netflix als Serie verfilmt. Boulley war Eröffnungsrednerin der Sektion Internationale Kinder- und Jugendliteratur des 22. Internationalen Literaturfestivals Berlin.

## Leben
Innerhalb des Chippewa-Stamms aus Sault Ste. Marie gehört Angeline Boulley dem Clan der Bären an. Dieser ist auf Sugar Island beheimatet, einer sich östlich an das Stadtgebiet von Sault Ste. Marie anschließenden Insel im Saint Marys River. Boulley ist das Kind von Henry Boulley, einem indigenen Vater, und Donna Boulley, einer weißen Mutter. Als „hellhäutige Ojibwe-Frau“, die „nicht in einem Reservat aufgewachsen“ ist, fühlte sie sich in den Familien ihrer Mutter und ihres Vaters oft als Außenseiterin. Boulleys Vater ist in ihrem Stamm ein Feuerhüter, der bei spirituellen Aktivitäten der Stammesgemeinschaft zeremonielle Feuer entzündet, die Einhaltung der Protokolle überwacht und durch das Geschichtenerzählen am Feuer die eigene Kultur vermittelt.
Boulley studierte an der Central Michigan University in Mount Pleasant. Sie war Bildungsdirektorin und stellvertretende Geschäftsführerin ihres Stammes sowie Mitglied des Direktoriums am Bay Mills Community College in Brimley, Michigan. Anschließend leitete sie das Bureau of Indian Education im Bildungsministerium der Vereinigten Staaten in Washington, D.C. als Direktorin. Der Fokus ihrer dortigen Arbeit lag auf der Verbesserung der Bildungschancen indigener Schüler auf nationaler, bundesstaatlicher, regionaler und stammesbezogener Ebene.
Aufgrund des Erfolges von Firekeeper’s Daughter kündigte Boulley ihre Stelle im Bureau of Indian Education und arbeitet inzwischen ausschließlich als Schriftstellerin. Sie hat drei Kinder und lebt in New Buffalo, Michigan.

## Literarisches Schaffen

### Allgemeines
Ihre Liebe zum Lesen verdankt Angeline Boulley ihren Eltern. Gleichzeitig waren diese aber der Auffassung, „dass man keine Hobbys studieren sollte, sondern etwas, mit dem man Geld verdienen kann“. So hatte Boulley zunächst bis auf einen einzelnen College-Kurs keine professionelle Erfahrung mit dem Schreiben.
Boulley sieht die indigenen Stämme in den USA nicht als „Relikte der Vergangenheit“ an. Vielmehr seien diese „immer noch hier“ und hätten „dynamische Geschichten zu erzählen“. Dementsprechend schreibe sie Bücher, um ihre indigene „Kultur zu bewahren“, um zu zeigen, was insbesondere junge Menschen indigener Stämme heute in den USA „durchmachen“, und um zu erreichen, dass diese „sich gesehen fühlen“.

### Firekeeper’s Daughter(2021)

#### Inhalt
Boulleys Debütwerk Firekeeper's Daughter erzählt die Geschichte der 18-jährigen Daunis Fontaine, die sich weder in ihrer Heimatstadt noch im nahegelegenen Ojibwe-Reservat richtig zugehörig fühlt, da sie halb weiß und halb Native American ist. Sie träumt von einem Neustart durch ein Medizin-Studium am College. Doch als sie sich plötzlich um ihre Mutter kümmern muss, legt sie ihre Zukunftspläne zunächst auf Eis. Einziger Lichtblick ist Jamie, ein neuer Spieler im Eishockeyteam ihres Bruders Levi. Nachdem sie Zeugin des Mordes an ihrer besten Freundin wird, enttarnt sie Jamies wahre Identität und wird vom FBI rekrutiert, um undercover zu ermitteln.
Eine Besonderheit der englischen Originalfassung des Buches ist, dass verschiedene Wörter der Ojibwe-Sprache verwendet werden, es im Buch aber kein Glossar mit Übersetzungen und Aussprachehilfen gibt. Boulley verfolgt damit die Absicht, dass ihre Sprache „so organisch in die Geschichte eingebunden ist, dass man aus dem Kontext herausfinden kann, was die Wörter bedeuten“.

#### Publikationsgeschichte
Wesentliche Inspirationsquelle für Firekeeper’s Daughter war die in den USA populäre Nancy Drew-Romanreihe, die Boulley um eine indigene Variante bereichern wollte. Die konkrete Idee zu ihrem Buch hatte sie bereits im Alter von 18 Jahren, als sie noch Schülerin in der Oberstufe ihrer High School war. Boulley begann allerdings erst im Alter von 44 Jahren mit dem Schreiben der Geschichte und arbeitete dann über zehn Jahre an dem Buch. Als in Vollzeit werktätige Mutter dreier Kinder konnte sie meist nur in den Morgenstunden von fünf bis sieben Uhr an Firekeeper’s Daughter arbeiten. 2019 nahm sie an einem Jugendbuch-Mentorenprogramm von We Need Diverse Books teil, bei dem Francisco X. Stork ihr Mentor war.
Im Vorfeld der Frankfurter Buchmesse 2019 boten schließlich zwölf Verlage um die nordamerikanischen Rechte für Firekeeper’s Daughter, die sich der Henry Holt-Verlag für eine siebenstellige Summe sicherte. Am 16. März 2021 erschien das Buch in den USA, erreichte umgehend den ersten Platz der New-York-Times-Hardcover-Bestsellerliste im Bereich Jugendliteratur und hielt sich 18 Wochen in den Top Ten. Die Rechte für das Buch wurden in zwanzig weitere Länder verkauft. In Deutschland erschien das Buch in der Übersetzung von Claudia Max unter dem Originaltitel am 21. März 2022 beim cbj-Verlag.

#### Rezeption
In der amerikanischen Presse wurde Firekeeper’s Daughter positiv besprochen. Publishers Weekly (2021) schreibt, das Buch zeichne sich durch „schlaue Wendungen und charmante Figuren“ aus. Es erzähle eine „wunderbare Stammes-Geschichte“ und werde hinsichtlich Themen wie „Staatsbürgerschaft, Wiederbelebung von Sprache und zersetzender Wirkung von Drogen auf Gemeinschaften von Ureinwohner“ den Lesern „lange in Erinnerung bleiben“. Caitlyn Paxson (National Public Radio, 2021) resümiert, das Buch sei eine „nachdenkliche Erkundung der Existenz zwischen zwei kulturellen Identitäten“ und ein „absolutes Kraftwerk von einem Debüt“, welches den Leser „mit solcher Zuversicht und Anmut“ ans Ziel bringe, dass man „am Ende atemlos ist und kaum glauben kann, dass es schon vorbei ist“. Zudem sei es ein Buch, das „indigene Völker als lebendige Menschen in unserer modernen Welt“ darstellt und nicht als „romantisierte und oft ungenaue Märchen aus der Vergangenheit“. Die Lektüre ließ sie „am Ende mit einem Gefühl der Trauer zurück“, weil sie nicht bereit war, sich „zu verabschieden“. Imogen Russell Williams (The Guardian, 2021) schreibt, das Buch vermittele „gekonnt ein Gefühl für den Ort und nuancierte, komplexe Gefühle“ und sei „sowohl eine Befragung rassistischer Frauenfeindlichkeit als auch ein rasanter, fesselnder Thriller“ Suzi Feay (Financial Times, 2021) resümiert, das Buch tauche „mitreißend und fesselnd“ in eine „Gemeinschaft und eine Landschaft ein, die von einer tiefgreifenden spirituellen Tradition geprägt ist“. Voller „großartiger Charaktere und fesselnder Szenen“ gebe es „einen faszinierenden Einblick in das Leben inner- und außerhalb des Reservats“. Madeleine Carlisle (Time, 2021) bezeichnete das Buch als „eindringliches und zum Nachdenken anregendes Debüt“ und als „fesselnden Pageturner mit einer bemerkenswerten Heldin“.

#### Verfilmung
In der Zusammenarbeit mit Michelle und Barack Obamas Produktionsfirma Higher Ground Productions bezüglich der Serienverfilmung von Firekeeper’s Daughter bestand Boulley darauf, dass in allen Phasen der Produktion indigene Personen aus ihrer Heimat vor und hinter der Kamera beteiligt sein müssen. Sie wirkt an der Serie als ausführende Produzentin und Drehbuchberaterin mit.

### Warrior Girl Unearthed(2023)
2023 erschien mit Warrior Girl Unearthed die Fortsetzung von Firekeeper’s Daughter. Das Buch ist keine klassische Fortsetzung, weil es in einem anderen Jahr spielt und eine andere Hauptfigur als Firekeeper’s Daughter hat. Boulley charakterisiert die Hauptfigur in Warrior Girl Unearthed als „indigene Lara Croft“, die Museen überfällt, „um Vorfahren nach Hause zu bringen“. Location der Handlung wird erneut die Obere Halbinsel Michigans sein. Insgesamt plant Boulley vier Bücher, die in ihrer Stammesgemeinschaft spielen, aber jeweils eine andere Hauptfigur haben.

## Auszeichnungen
| Jahr | prämiertes Buch       | Auszeichnung                                                                                       |
| ---- | --------------------- | -------------------------------------------------------------------------------------------------- |
| 2021 | Firekeeper’s Daughter | Barnes and Noble Young Adult Book Award                                                            |
| 2021 | Firekeeper’s Daughter | Goodreads Choice Awards – Auszeichnung in der Kategorie Best Young Adult Fiction                   |
| 2021 | Firekeeper’s Daughter | The 100 Best Young Adult Books of All Time – Aufnahme in die Liste der Zeitschrift Time            |
| 2022 | Firekeeper’s Daughter | American Indian Youth Literature Award – Honor Book in der Kategorie Young Adult                   |
| 2022 | Firekeeper’s Daughter | Carnegie Medal – Nominierung                                                                       |
| 2022 | Firekeeper’s Daughter | Michael L. Printz Award for Excellence in Young Adult Literature                                   |
| 2022 | Firekeeper’s Daughter | Walter Dean Myers Award for Outstanding Children’s Literature – Auszeichnung in der Kategorie Teen |
| 2022 | Firekeeper’s Daughter | Waterstone’s Children’s Book Prize – Nominierung in der Kategorie Older Fiction                    |
| 2022 | Firekeeper’s Daughter | William C. Morris Young Adult Debut Award                                                          |
| 2022 | Firekeeper’s Daughter | Edgar Allan Poe Award in der Kategorie Best Young Adult Novel                                      |
| 2023 | Firekeeper’s Daughter | Deutscher Jugendliteraturpreis in der Kategorie Jugendbuch – Nominierung                           |

## Werke
- Firekeeper’s Daughter. cbj, München 2022, ISBN 978-3-570-16601-7 (englisch: Firekeeper’s Daughter. New York 2021. Übersetzt von Claudia Max).
- Warrior Girl Unearthed. cbj, München 2023, ISBN 978-3-570-16655-0 (englisch: Warrior Girl Unearthed. New York 2023. Übersetzt von Petra Bös).